# Istituto superiore per le industrie artistiche (Urbino)
L'Istituto superiore per le industrie artistiche di Urbino (ISIA) è un istituto statale di alta formazione nel campo del design e della comunicazione visiva. Ha il merito di essere riuscito a formare il primo centro italiano di alto livello per la qualificazione professionale delle varie applicazioni grafiche.
Si tratta di uno dei cinque ISIA d'Italia, oltre a quello di Roma, Firenze, Pescara e Faenza. Questi hanno origine dall'Università delle Arti Decorative, inaugurata a Monza nel 1922 e successivamente ridenominata ISIA, pensata come proseguimento degli studi per gli allievi dell'Istituto Statale d'Arte di Monza. 
Gli ISIA fanno parte del comparto AFAM, sotto l'egida del Ministero dell'istruzione, dell'università e della ricerca.

## Storia

### Fondazione
Nel 1963 nasce il Corso Superiore per Arti Grafiche (CSAG), annesso all'Istituto Statale d'Arte di Urbino, primo centro italiano di alto livello per la qualificazione professionale delle arti grafiche. Il corso aveva durata triennale ed era riservato a studenti già in possesso di un titolo di scuola superiore. In seguito fu trasformato in un corso di durata quadriennale, equiparato all'Accademia di Belle Arti, dal Direttore della Scuola del Libro, Francesco Carnevali e da Albe Steiner, che dello CSAG era stato cofondatore.
Nel 1974 il Corso assume la denominazione e la veste giuridica di Istituto Superiore per le Industrie Artistiche di Urbino (ISIA) su decreto del ministro Malfatti, grazie alla collaborazione di docenti universitari, architetti e professionisti del settore grafico. Il primo Comitato Scientifico Didattico venne composto dal direttore Pietro Sanchini, dal presidente Walter Fontana e dai consiglieri Giancarlo De Carlo, Renato Bruscaglia, Armando Brandolese, Bob Noorda e Giancarlo Iliprandi. È in particolare al coordinamento e all'impostazione culturale di Albe Steiner che si deve la fama della scuola, unico importante centro di formazione di progettisti grafici dell'epoca, oltre Milano. Egli impostò il corso superiore garantendo ampio spazio allo studio della scuola, al disegno dei caratteri e soprattutto ad un impegno etico e civile del grafico.
Nel 1970 gli studenti del Corso Superiore furono impegnati nell'elaborazione dell'immagine coordinata per il Comune di Urbino. Sotto la supervisione di Albe Steiner, il lavoro si concretizzò in un sistema estremamente organico e completo di immagine istituzionale e relazionale. Il progetto prevedeva dai manifesti agli stampati istituzionali, agli orari degli autobus, alla segnaletica stradale e fu in gran parte applicato dall'amministrazione comunale, almeno nel periodo subito successivo alla progettazione.

### L'ISIA oggi
L'ISIA di Urbino è considerata la più importante istituzione statale in Italia per la progettazione grafica ed editoriale ed annovera un corpo docente formato dai migliori professionisti italiani e stranieri nei settori del design grafico, della fotografia e dell'illustrazione. 
Ogni anno l'Istituto ospita visiting professors per workshop e lectures, oltre ad attività integrative, conferenze, seminari e sperimentazioni progettuali, che conferiscono al piano di studi un'occasione di apertura e confronto internazionale.
Tutti i percorsi d'insegnamento sono a numero chiuso e prevedono un esame di ammissione. La frequenza ai corsi è obbligatoria.
Gli attuali corsi di Diploma attivati sono:
Diploma Accademico di primo livello
- Progettazione grafica e Comunicazione Visiva

Parte integrante del triennio sono materie progettuali, quali l'illustrazione, la fotografia, la progettazione dei caratteri tipografici. Dal punto di vista teorico, oltre ad una componente storica (dell'illustrazione, della fotografia, della grafica e del libro), nel corso sono previsti interventi di semiotica, matematica e psicologia della percezione.
Diploma Accademico di secondo livello
- Comunicazione, Design ed Editoria

Il corso si rivolge a studenti già formati nelle competenze teorico- pratiche nell'ambito della grafica. Il Biennio offre la possibilità di sviluppare le competenze nella gestione di progetti di comunicazione di complessità elevata. Il corso ha un indirizzo di progettazione in grafica editoriale, completato con elementi di illustrazione e di fotografia.
- Fotografia dei Beni culturali

Il corso offre una preparazione teorica, metodologica e progettuale funzionale a formare una figura professionale completa nel più ampio panorama delle arti visive. La varietà dell'attività didattica avvicina a differenti modalità e tecniche fotografiche (architettura, ritrattistica, documentazione, analisi scientifica, ricerca, sperimentazione artistica), in costante dialogo con il mondo della grafica e dell'editoria, attraverso il dialogo con professionisti fotografi ed artisti durante lezioni, progetti di ricerca e workshop.
- Grafica delle Immagini e Illustrazione

Il Diploma prevede sia corsi propriamente pratici di illustrazione, animazione e tecniche di stampa, che lezioni teoriche che affiancano alle competenze manuali una conoscenza teorica. Durante il Biennio sono attivati corsi di semiotica, editoria, storia dell'illustrazione e della stampa.
Nando dalla Chiesa è stato presidente dell'ISIA di Urbino, dal febbraio 2013 al 21 luglio 2016, fino a quando il MIUR ha nominato Ilvo Diamanti come suo successore, rimasto in carica fino al 31 ottobre 2022. Dal 2023 il presidente è Alessandra Baronciani. Dal 1º novembre 2023 il direttore è Giuseppe Roberto Biagetti.

## Caratteri tipografici

### Lekton
Il Lekton è un carattere tipografico monospaziato open-source realizzato presso l'ISIA di Urbino da un gruppo di studenti per un'installazione tipografica presso l'Archivio storico Olivetti di Ivrea, ispirato da alcuni dei caratteri tipografici utilizzati sulle macchine da scrivere Olivetti. Il carattere presenta glifi trispaziati, ciò significa che gli spazi tra caratteri sono modulari,  consentendo in questo modo una migliore spaziatura tra i caratteri, ma rendendo al tempo stesso possibile anche un allineamento verticale. Una caratteristica consueta per le macchine da scrivere Olivetti che lavorano con "Margherita".

### Vallée d'Aoste
Vallée D'Aoste, è un carattere tipografico commissionato dall'Assessorato dell'Istruzione e della Cultura della Regione Autonoma Valle d’Aosta, la cui realizzazione è stata affidata all'Isia di Urbino e realizzata nell'ambito di Officina Santa Chiara: laboratorio di progetto e sviluppo, dedicato a enti e aziende pubbliche con finalità non commerciali, che prevede l'interazione di docenti e tutor.

## Sede
L'Isia di Urbino ha sede all'interno dell'ex monastero di Santa Chiara, realizzato alla fine del XV secolo, su progetto di Francesco di Giorgio Martini. Il monastero di Santa Chiara è l'antica sede delle monache clarisse di Urbino. Si tratta di uno dei principali monumenti della città di Urbino ed è considerato tra i massimi esempi di architettura rinascimentale.
Santa Chiara 360
Nel 2013 gli studenti del I anno del Diploma Accademico di Secondo Livello in Fotografia dei Beni Culturali, durante il corso di Comunicazione Multimediale, tenuto dal prof. Davide Riboli hanno caricato su piattaforma web la mappatura fotografica dell'intero Istituto, permettendo in questo modo la visita virtuale di tutti i principali ambienti dell'edificio, comprese le aule normalmente non accessibili al pubblico.

## Biblioteca

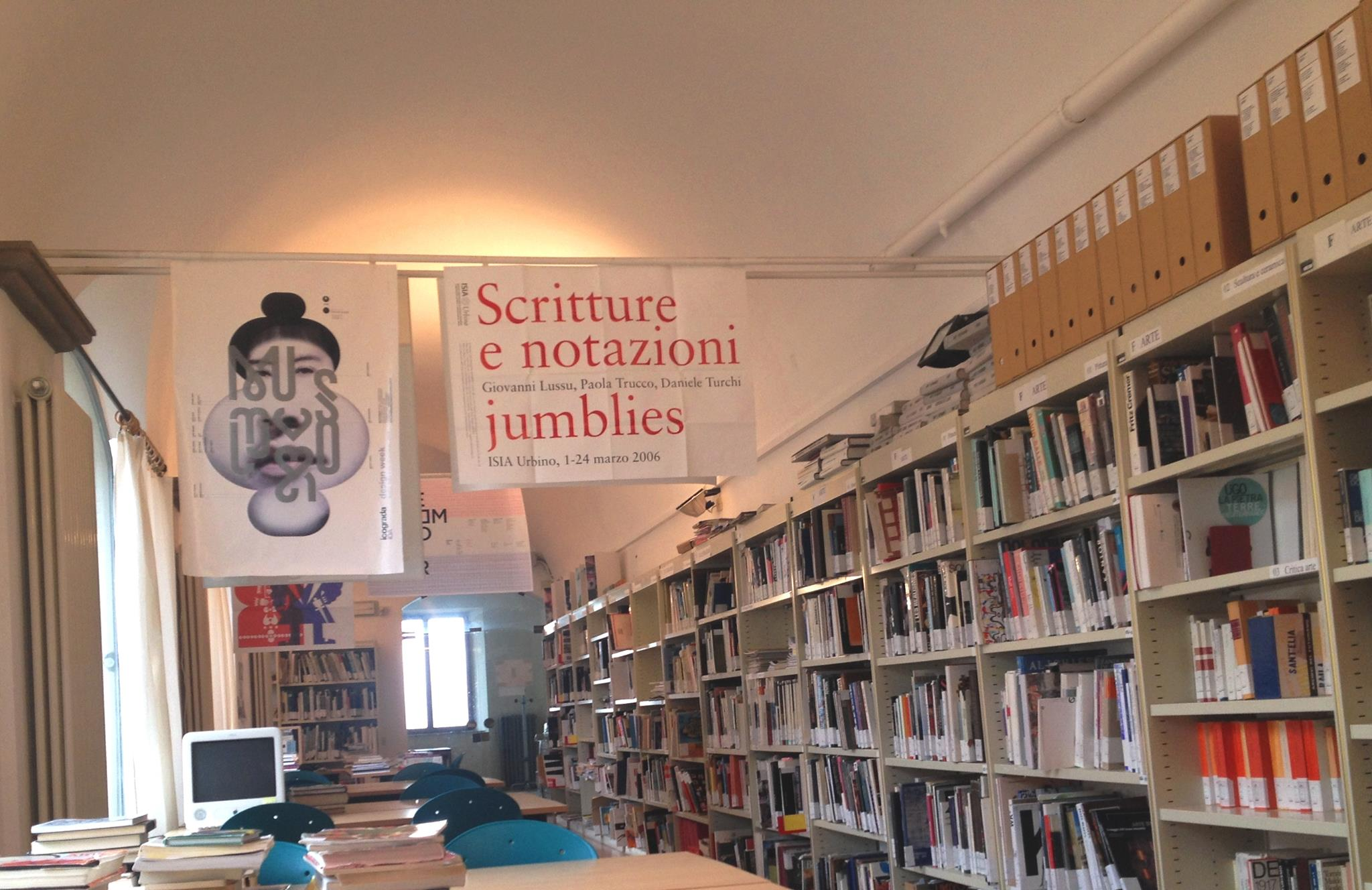
L'aula studio della biblioteca

L'Istituto ospita una biblioteca di circa 8000 volumi ed un'emeroteca con 15 testate attive (Abitare, Art e Dossier, Creative Review, Domus, Eye, Graphis, Idea, Linea Grafica, Ottagono, Private, PC Photo, Zoom, Jüm, Archive, Photo). La biblioteca, fa parte del Sistema bibliotecario della Provincia di Pesaro e Urbino, è disponibile per ricerche tematiche ed approfondite, supportate da personale specializzato.

## Presidenti
| Presidenti            | Periodo     |
| --------------------- | ----------- |
| Giorgio Londei        | 2007 - 2013 |
| Nando dalla Chiesa    | 2013 - 2016 |
| Ilvo Diamanti         | 2016 - 2022 |
| Alessandra Baronciani | dal 2023    |

## Direttori
| Direttori                 | Periodo     |
| ------------------------- | ----------- |
| Pietro Sanchini           | 1973 - 1976 |
| Mario Pinton              | 1976 - 1983 |
| Alberto Bernini           | 1983 - 1984 |
| Giuseppe Nomi             | 1984 - 1985 |
| Giuliano Simoncelli       | 1985 - 1991 |
| Innocenzo Aliventi        | 1991 - 1995 |
| Franco Mariani            | 1995 - 2006 |
| Roberto Pieracini         | 2007 - 2013 |
| Luciano Perondi           | 2013 - 2016 |
| Leonardo Romei            | 2016 - 2017 |
| Jonathan Pierini          | 2017 - 2023 |
| Giuseppe Roberto Biagetti | dal 2023    |